# 黃克顯
黃克顯（1711年—？年），字去非，號敬亭，江西瑞州府上高縣河西灣溪人，乾隆六年辛酉科拔貢，累官工部虞衡司郎中。

## 生平
由拔貢生充補右翼宗學教習
乾隆十二年十二月，選墊江縣知縣
乾隆十六年十二月，署綦江縣知縣
乾隆十七年三月補，乾隆二十四年四月回任，乾隆二十五年回任，乾隆二十七年六月四次任岳池縣知縣
署順慶府督捕廳、署夔州軍民府管理雲安大寧兩廠鹽務，鄰水縣知縣
乾隆二十二年八月，調署夔州府石砫廳同知
乾隆二十四年九月二十二日，調署敘永廳同知
乾隆二十六年四月，調署雅州府打箭鑪廳同知
乾隆二十七年六月，籤陞刑部雲南司主事
乾隆三十三年貳月，刑部河南司員外郎
乾隆三十五年十二月，工部虞衡司郎中